# Proclinopyga exporrecta
Proclinopyga exporrecta är en tvåvingeart som beskrevs av Axel Leonard Melander 1927. Proclinopyga exporrecta ingår i släktet Proclinopyga och familjen dansflugor.
Artens utbredningsområde är Montana. Inga underarter finns listade i Catalogue of Life.